# Qualificazioni al campionato mondiale di calcio 2018 - UEFA - Fase a gironi, gruppo A

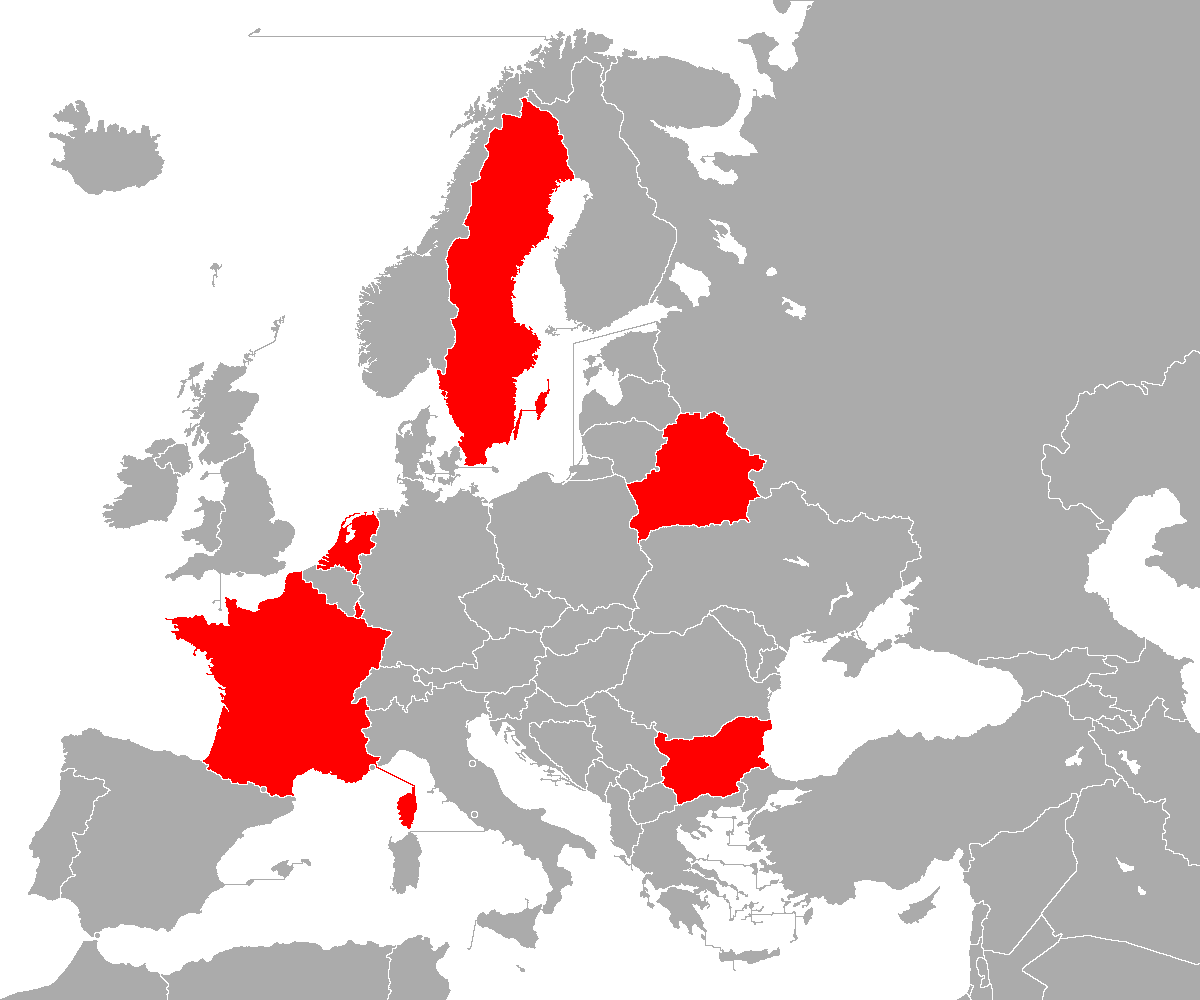
In rosso le nazioni partecipanti al gruppo di qualificazione

Questo è il gruppo A, uno dei 9 gruppi sorteggiati dalla FIFA valevoli per le qualificazioni al campionato mondiale di calcio 2018 per la UEFA. Il gruppo è composto da 6 squadre che sono: Paesi Bassi (testa di serie e posizione numero 5 del ranking mondiale al momento del sorteggio), Francia (seconda fascia e posizione 22 del ranking), Svezia (terza fascia e posizione 33), Bulgaria (quarta fascia e posizione 68), Bielorussia (quinta fascia e posizione 100) e Lussemburgo (sesta fascia e posizione 146). Si svolge in partite di andata e ritorno per un totale di 10 giornate al termine delle quali la squadra prima in classifica si qualificherà direttamente alla fase finale del mondiale mentre la squadra seconda classificata, se risulterà tra le 8 migliori seconde, dovrà disputare un turno di spareggio per ottenere la qualificazione al mondiale 2018.

## Classifica
| Pos. | Squadra     | Pt | G  | V | N | P | GF | GS | DR  |
| ---- | ----------- | -- | -- | - | - | - | -- | -- | --- |
| 1.   | Francia     | 23 | 10 | 7 | 2 | 1 | 18 | 6  | +12 |
| 2.   | Svezia      | 19 | 10 | 6 | 1 | 3 | 26 | 9  | +17 |
| 3.   | Paesi Bassi | 19 | 10 | 6 | 1 | 3 | 21 | 12 | +9  |
| 4.   | Bulgaria    | 13 | 10 | 4 | 1 | 5 | 14 | 19 | -5  |
| 5.   | Lussemburgo | 6  | 10 | 1 | 3 | 6 | 8  | 26 | -18 |
| 6.   | Bielorussia | 5  | 10 | 1 | 2 | 7 | 6  | 21 | -15 |

Il regolamento prevede i seguenti criteri (in ordine d'importanza dal primo all'ultimo) per stabilire la classifica del girone:
- Maggior numero di punti ottenuti
- Miglior differenza reti
- Maggior numero di gol segnati

Nel caso in cui due o più squadre siano pari nei criteri sopraddetti, per determinare quale formazione sia avanti si considera:
- Maggior numero di punti ottenuti negli incontri fra le squadre a pari punti
- Miglior differenza reti negli incontri fra le squadre a pari punti
- Maggior numero di gol segnati negli incontri fra le squadre a pari punti
- Maggior numero di gol segnati in trasferta negli incontri fra le squadre a pari punti
- Miglior punteggio nella graduatoria del fair play
- Sorteggio a opera del Comitato Organizzativo della FIFA

## Risultati

### 1ª giornata
| Arbitro: | Gediminas Mažeika |

|                                                   |           |                                |
| Rangelov 16’ Marcelinho 65’ Popov 79’ Tonev 90+2’ | Marcatori | 60’, 62’ Joachim 90+1’ Bohnert |

| Arbitro: | Daniele Orsato |

|          |           |              |
| Berg 43’ | Marcatori | 67’ Sneijder |

| Barysaŭ 6 settembre 2016, ore 20:45 CEST | Bielorussia    | 0 – 0 referto | Francia | Barysaŭ-Arėna (12 920 spett.)\| Arbitro: \| Ovidiu Hațegan \| |
| Arbitro:                                 | Ovidiu Hațegan |               |         |                                                               |

### 2ª giornata
| Arbitro: | Craig Thomson |

|                                          |           |          |
| Promes 15’, 31’ Klaassen 56’ Janssen 64’ | Marcatori | 47’ Rios |

| Arbitro: | Ivan Bebek |

|  |           |            |
|  | Marcatori | 58’ Lustig |

| Arbitro: | Luca Banti |

|                                          |           |                       |
| Gameiro 23’, 59’ Payet 26’ Griezmann 38’ | Marcatori | 6’ (rig.) Aleksandrov |

### 3ª giornata
| Arbitro: | Damir Skomina |

|  |           |           |
|  | Marcatori | 30’ Pogba |

| Arbitro: | Michael Oliver |

|                                         |           |  |
| Toivonen 39’ Hiljemark 45’ Lindelöf 58’ | Marcatori |  |

| Arbitro: | Tobias Welz |

|             |           |             |
| Savicki 80’ | Marcatori | 85’ Joachim |

### 4ª giornata
| Arbitro: | Milorad Mažić |

|                     |           |              |
| Pogba 58’ Payet 65’ | Marcatori | 55’ Forsberg |

| Arbitro: | Stephan Klossner |

|           |           |  |
| Popov 10’ | Marcatori |  |

| Arbitro: | Anthony Taylor |

|                   |           |                           |
| Chanot 44’ (rig.) | Marcatori | 36’ Robben 58’, 84’ Depay |

### 5ª giornata
| Arbitro: | Harald Lechner |

|                                                    |           |  |
| Forsberg 19’ (rig.), 49’ Berg 57’ Kiese Thelin 78’ | Marcatori |  |

| Arbitro: | William Collum |

|               |           |  |
| Delev 5’, 20’ | Marcatori |  |

| Arbitro: | Andris Treimanis |

|                    |           |                                      |
| Joachim 34’ (rig.) | Marcatori | 28’, 77’ Giroud 37’ (rig.) Griezmann |

### 6ª giornata
| Arbitro: | Matej Jug |

|                                 |           |                  |
| Sivakoŭ 33’ (rig.) Savitski 80’ | Marcatori | 90+1’ Kostadinov |

| Arbitro: | Martin Atkinson |

|                           |           |            |
| Durmaz 43’ Toivonen 90+4’ | Marcatori | 37’ Giroud |

| Arbitro: | Bartosz Frankowski |

|                                                                     |           |  |
| Robben 21’ Sneijder 34’ Wijnaldum 62’ Promes 70’ Janssen 84’ (rig.) | Marcatori |  |

### 7ª giornata
| Arbitro: | Gianluca Rocchi |

|                                           |           |  |
| Griezmann 14’ Lemar 73’, 88’ Mbappé 90+1’ | Marcatori |  |

| Arbitro: | Paolo Tagliavento |

|                                        |           |                     |
| Manolev 12’ Kostadinov 33’ Chochev 79’ | Marcatori | 29’ Lustig 44’ Berg |

| Arbitro: | Clayton Pisani |

|             |           |  |
| da Mota 60’ | Marcatori |  |

### 8ª giornata
| Arbitro: | Tobias Stieler |

|  |           |                                                      |
|  | Marcatori | 18’ Forsberg 24’ Nyman 37’ Berg 84’ (rig.) Granqvist |

| Arbitro: | Tasos Sidiropoulos |

|                            |           |                |
| Pröpper 7’, 80’ Robben 67’ | Marcatori | 69’ Kostadinov |

| Tolosa 3 settembre 2017, ore 20:45 CEST | Francia            | 0 – 0 referto | Lussemburgo | Stadium Municipal (31 177 spett.)\| Arbitro: \| Aleksandar Stavrev \| |
| Arbitro:                                | Aleksandar Stavrev |               |             |                                                                       |

### 9ª giornata
| Arbitro: | Hüseyin Göçek |

|                                                                                  |           |  |
| Granqvist 10’ (rig.), 67’ (rig.) Berg 18’, 37’, 54’, 71’ Lustig 60’ Toivonen 76’ | Marcatori |  |

| Arbitro: | Michael Oliver |

|              |           |                                           |
| Valadzko 55’ | Marcatori | 25’ Pröpper 84’ (rig.) Robben 90+3’ Depay |

| Arbitro: | Antonio Mateu Lahoz |

|  |           |            |
|  | Marcatori | 3’ Matuidi |

### 10ª giornata
| Arbitro: | Halis Özkahya |

|                          |           |            |
| Griezmann 27’ Giroud 33’ | Marcatori | 44’ Saroka |

| Arbitro: | Sergei Karasev |

|                        |           |  |
| Robben 16’ (rig.), 40’ | Marcatori |  |

| Arbitro: | István Vad |

|          |           |             |
| Thill 3’ | Marcatori | 68’ Chochev |

## Statistiche

### Classifica marcatori
Ultimo aggiornamento: 10 ottobre 2017
8 gol
- Marcus Berg

6 gol
- Arjen Robben (2 rig.)

4 gol
- Aurélien Joachim (1 rig.)
- Emil Forsberg (1 rig.)
- Olivier Giroud
- Antoine Griezmann (1 rig.)

3 gol
- Georgi Kostadinov
- Memphis Depay
- Quincy Promes
- Davy Pröpper
- Andreas Granqvist (3 rig.)
- Mikael Lustig
- Ola Toivonen

2 gol
- Pavel Savicki
- Spas Delev
- Ivaylo Chochev

- Kevin Gameiro
- Thomas Lemar
- Paul Pogba

- Dimitri Payet
- Vincent Janssen (1 rig.)
- Wesley Sneijder

1 gol
- Alyaksey Ryas
- Michail Sivakoŭ (1 rig.)
- Maksim Valadz'ko
- Anton Soroka
- Mihail Aleksandrov (1 rig.)
- Stanislav Manolev
- Marcelinho
- Ivelin Popov

- Dimităr Rangelov
- Aleksandăr Tonev
- Blaise Matuidi
- Kylian Mbappé
- Florian Bohnert
- Maxime Chanot (1 rig.)
- Daniel da Mota
- Olivier Thill

- Davy Klaassen
- Georginio Wijnaldum
- Jimmy Durmaz
- Oscar Hiljemark
- Victor Lindelöf
- Christoffer Nyman
- Isaac Kiese Thelin